# 神明宮 (掛川市仁藤)
神明宮（しんめいぐう、英語: Shimmei Gū）は、静岡県掛川市の神社である。近代社格制度における社格は村社。

## 概要
静岡県掛川市仁藤に鎮座する神社である。豊受大神を祀っており、五穀豊穣や産業振興に神徳があるとされる。掛川市の自治区である新町区、喜町区、塩町区、旭町区、神明町区、仁藤町区、道神町区の住民を氏子としている。なお、江戸時代に龍尾神社や利神社と3社合同で祭礼を実施していたが、それが今日の掛川祭の起源となったことでも知られている。

## 祭神
- 豊受大神[1][3]

## 歴史
いつごろ創建されたのかは不明である。境内の由緒書きの立て札にも「創建の年代は不詳」と記されており、そのうえで「室町時代かそれ以上の由緒ある歴史をもつものと思はれます」とされている。
もともとは今日の掛川城の三の丸に該当する地に鎮座しており、城郭の拡張に際して移転したものとみられている。境内の由緒書きの立て札には「もとは掛川城中に鎮座していたものを築城に際し、奥村の鈴木家の祖先が所有地である現在地に移した」と記されている。文献においても裏付けられており、たとえば『掛川誌稿』においては、掛川城の三の丸となった地にかつて鎮座しており仁藤に遷った時期は不明と記されている。また、1601年（旧暦慶長6年）の伊那氏の証文に「仁藤神明神主」と記されているものが見つかっている。こうした文献から、1590年（旧暦天正18年）から1600年（旧暦慶長5年）にかけての城郭の拡張に際し、現在地に遷座したといわれている。以来、遠江国佐野郡掛川宿の東部を鎮護する神社として信仰を集めた。
明治維新後は村社に列した。1934年（昭和9年）、本殿が銅板葺の神明造に改築された。さらに1970年（昭和45年）に拝殿が改築された。

## 境内
境内には銅板葺の神明造の本殿が建っており、「県内屈指の神明造りの神社」とも評されている。

## 祭事・年中行事
祭礼については、祇園祭や秋祭りが知られている。明治時代以前は祇園祭が6月15日に挙行され、秋祭りは9月14日に挙行されていた。1920年（大正9年）からは、祇園祭と秋祭りは合同で10月に挙行されるようになった。
また、神明宮は、龍尾神社、利神社、池辺神社、白山神社、津島神社、貴船神社とともに7社合同の祭礼として掛川祭を執り行っている。なお、もともと掛川祭は、神明宮が龍尾神社や利神社と3社合同で行っていた祭礼を起源としており、江戸時代中期より執り行われてきたとされる。江戸時代において、複数の神社が合同で祭礼を執り行うのは全国的に見ても珍しい事例である。当時の掛川宿は、掛川城の総曲輪の内側に位置していた。そのため、他の城下町とは異なり、侍町と宿場町が一体化しており、龍尾神社、神明宮、利神社の3社の氏子区域の垣根を越えて構成されていたことが背景となっている。

## 氏子区域
- 静岡県掛川市新町区[3]
- 静岡県掛川市喜町区[3]
- 静岡県掛川市塩町区[3]
- 静岡県掛川市旭町区[3]
- 静岡県掛川市神明町区[3]
- 静岡県掛川市仁藤町区[3]
- 静岡県掛川市道神町区[3]

## 略歴
- 1934年 - 本殿改築[3]。
- 1970年 - 拝殿改築[3]。

### 註釈
1. ↑  静岡県佐野郡は、城東郡と合併し、1896年に小笠郡が設置された。
2. ↑  静岡県佐野郡掛川宿は、下俣町、十九首町、仁藤村の大部分、大池村の一部、葛川村の一部と合併し、1889年に掛川町が設置された。